# Jorge Martínez Ramos
Jordi Martínez Ramos, político mexicano, empresario y miembro del Partido de la Revolución Democrática. Diputado federal de la LIX Legislatura del Congreso de la Unión de México.
Nació en la Ciudad de México el 22 de noviembre de 1964. Es diputado de representación proporcional por la cuarta circunscripción.

## Estudios
Realizó estudios en Administración de Empresas para Alta Dirección en el Centro de Desarrollo Empresarial en San Luis Potosí.

## Empresario
Entre sus actividades empresariales, destaca haber sido director general y accionista de Manufacturera Metal Mecánica, director de proyecto, accionista y  Directo General de COPEMSA (empresa dedicada a la administración y operación de estacionamientos y desarrollos inmobiliarios). Accionista y director general de Operadora Comercial Olmeca (empresa dedicada a la publicidad y mercadotecnia).

## Actividad política
Fue subdelegado general en la delegación Cuauhtémoc de diciembre de 1997 a diciembre de 1999.
- Datos: Q5552011